# Ficinia borealis
Ficinia borealis är en halvgräsart som beskrevs av Kaare Arnstein Lye. Ficinia borealis ingår i släktet Ficinia och familjen halvgräs.
Artens utbredningsområde är Etiopien. Inga underarter finns listade i Catalogue of Life.